# Micronycteris brosseti
Micronycteris brosseti е вид бозайник от семейство Американски листоноси прилепи (Phyllostomidae).

## Разпространение
Видът е разпространен в Южна Америка. Среща се в Бразилия, Френска Гвиана, Гвиана и Перу.

## Хранене
Храни се с насекоми, а понякога и с плодове.